# ルルドの聖母

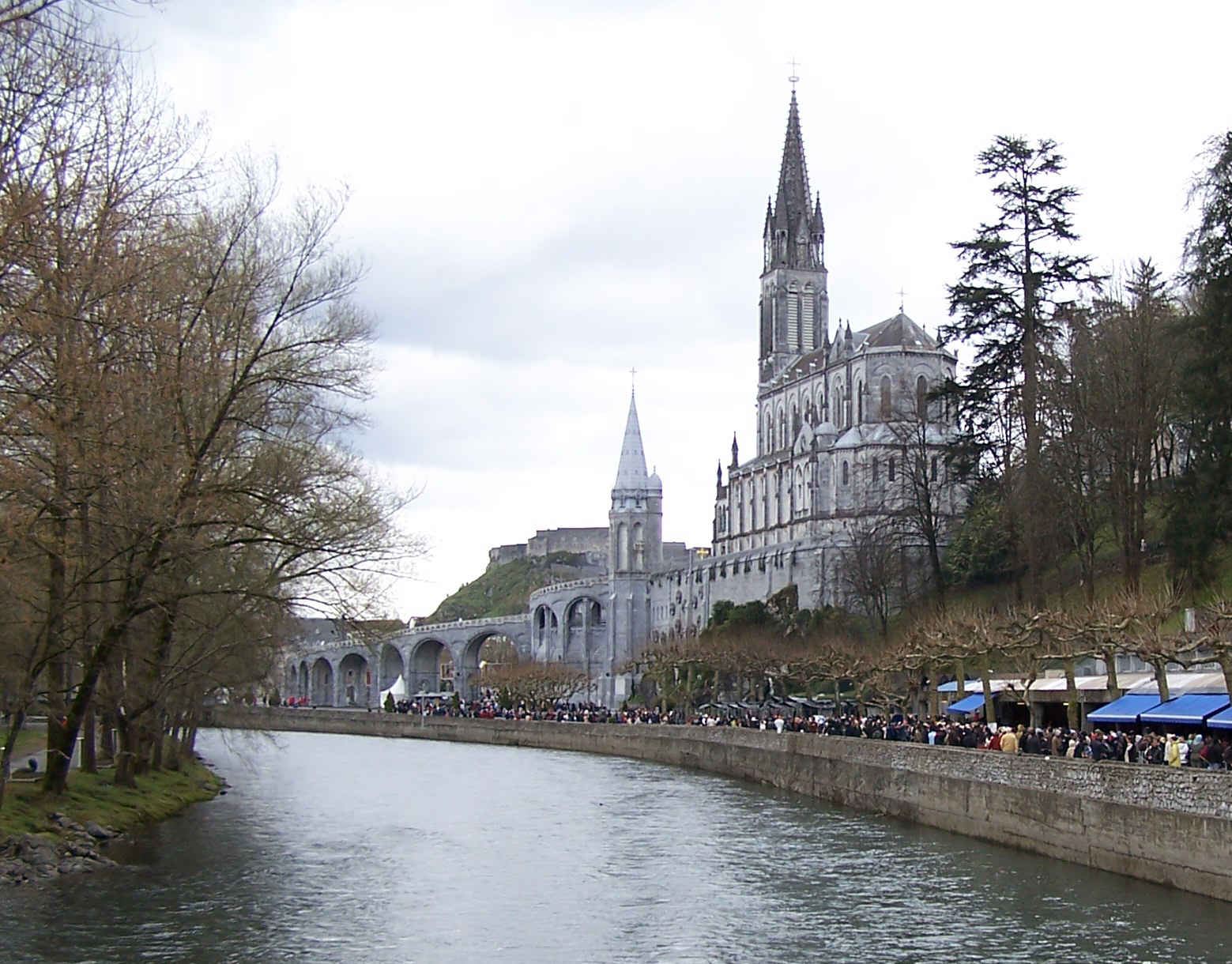
ルルド

ルルドの聖母は、フランス・ルルドで起きた、14歳の少女ベルナデッタ・スビルーを証人とする聖母の出現である。

## ルルドの泉

### 聖母マリアの出現
1858年2月11日、村の14歳の少女ベルナデッタ・スビルー（フランスでは「ベルナデット」）が郊外のマッサビエルの洞窟のそばで薪拾いをしているとき、初めて聖母マリアが出現したといわれている。ベルナデッタは当初、自分の前に現れた若い婦人を「あれ」（アケロ）と呼び、聖母とは思っていなかった。しかし出現の噂が広まるにつれ、その姿かたちから聖母であると囁かれ始める。

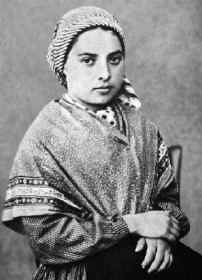
ベルナデッタ・スビルー

聖母出現の噂は、当然ながら教会関係者はじめ多くの人々から疑いの目を持って見られていた。ベルナデットが「あれ」がここに聖堂を建てるよう望んでいると伝えると、神父はその女性の名前を聞いて来るように命じる。そして、神父の望み通り、何度も名前を尋ねるベルナデットに、ついに「あれ」は自分を「無原罪の御宿り」であると、ルルドの方言で告げた。それは「ケ・ソイ・エラ・インマクラダ・クンセプシウ」という言葉であったという。
これによって当初は懐疑的だったペイラマール神父も周囲の人々も聖母の出現を信じるようになった。「無原罪の御宿り」がカトリックの教義として公認されたのは聖母出現の4年前の1854年である。家が貧しくて学校に通えず、当時の教会用語だったラテン語どころか、標準フランス語の読み書きも出来なかった少女が知り得るはずもない言葉だと思われたからである。
以後、聖母がこの少女の前に18回にもわたって姿を現したといわれ評判になった。1864年には聖母があらわれたという場所に聖母像が建てられた。この話はすぐにヨーロッパ中に広まったため、はじめに建てられていた小さな聖堂はやがて巡礼者でにぎわう大聖堂になった。
ベルナデット自身は聖母の出現について積極的に語ることを好まず、1866年にヌヴェール愛徳修道会の修道院に入ってシスター・マリー・ベルナールとなり、外界から遮断された静かな一生を送った。ベルナデットは自分の見たものが聖母マリアであったことをはっきりと認めていた。例えば1858年7月16日の最後の出現の後のコメントでも「私は、聖母マリア様を見るだけでした。」とはっきり述べている。1879年、肺結核により35歳で没し、1933年に列聖された。
| 回 | 月日    | 主な内容                             |
| -- | ------- | ------------------------------------ |
| 1  | 2月11日 | 初出現                               |
| 2  | 2月14日 |                                      |
| 3  | 2月18日 | 連続15日間のお願い                   |
| 4  | 2月19日 |                                      |
| 5  | 2月20日 |                                      |
| 6  | 2月21日 |                                      |
| 7  | 2月23日 | (前日は出現しなかった)               |
| 8  | 2月24日 |                                      |
| 9  | 2月25日 | 泉の湧出                             |
| 10 | 2月27日 | (前日は出現しなかった)               |
| 11 | 2月28日 |                                      |
| 12 | 3月 1日 |                                      |
| 13 | 3月 2日 |                                      |
| 14 | 3月 3日 |                                      |
| 15 | 3月 4日 |                                      |
| 16 | 3月25日 | 聖母の名前(「無原罪の宿り」)を告げる |
| 17 | 4月 7日 |                                      |
| 18 | 7月16日 | 最後の出現                           |

### 奇跡的治癒
ベルナデットが見た「聖母」は、ルルドの泉に関して次のような発言をしている。「聖母」はまずベルナデットに「泉に行って水を飲んで顔を洗いなさい」と言った。近くに水は無かったため、彼女は近くの川へ行こうとしたが、「聖母」が「洞窟の岩の下の方へ行くように指差した」ところ、泥水が少し湧いてきており、次第にそれは清水になって飲めるようになった。これがルルドの泉の始まりである。
ルルドには医療局が存在し、ある治癒をカトリック教会が奇跡と認定するための基準は大変厳しい。「医療不可能な難病であること、治療なしで突然に完全に治ること、再発しないこと、医学による説明が不可能であること」という科学的、医学的基準のほか、さらに患者が教会において模範的な信仰者であることが条件される。このため、これまで7,000件が「説明不可能な治癒」とされるが、奇跡と公式に認定される症例は大変少数（71件）となっている。

### 今日のルルド
1925年にベルナデットが列福され、1933年12月8日、ローマ教皇ピウス11世によって列聖された。その後もベルナデットによって発見された泉の水によって不治と思われた病が治癒する奇跡が続々と起こり、鉄道など交通路の整備と相まって、ルルドはカトリック最大の巡礼地になり今日に至っている。
日本では、幕末維新期の日本へのカトリック布教に主導的役割を果たしたパリ外国宣教会の司祭たちによってルルドの信仰が熱心に紹介された。その先鞭をつけたのは、宣教会のジョゼフ・ロカーニュ師である。1879年（明治12年）には、悪性腫瘍で余命いくばくもないと医師に宣告された弘前市に住む新谷雄三少年が、マレン師からルルドの奇跡の話を聞いて洗礼を受け、熱心に聖母マリアに祈り病気から快癒した。その後この少年は、長崎の神学校で勉強を続け、司祭に叙階された。
1895年（明治28年）には、当時の五島列島司牧の責任者ペルー神父の呼びかけによって長崎県南松浦郡玉之浦町（現五島市）の井持浦教会の敷地内に信者たちの手によって持ち込まれた石を積み上げ、1899年（明治32年）にルルドの洞窟が造られた。これは日本最大規模のルルドの洞窟とされる。

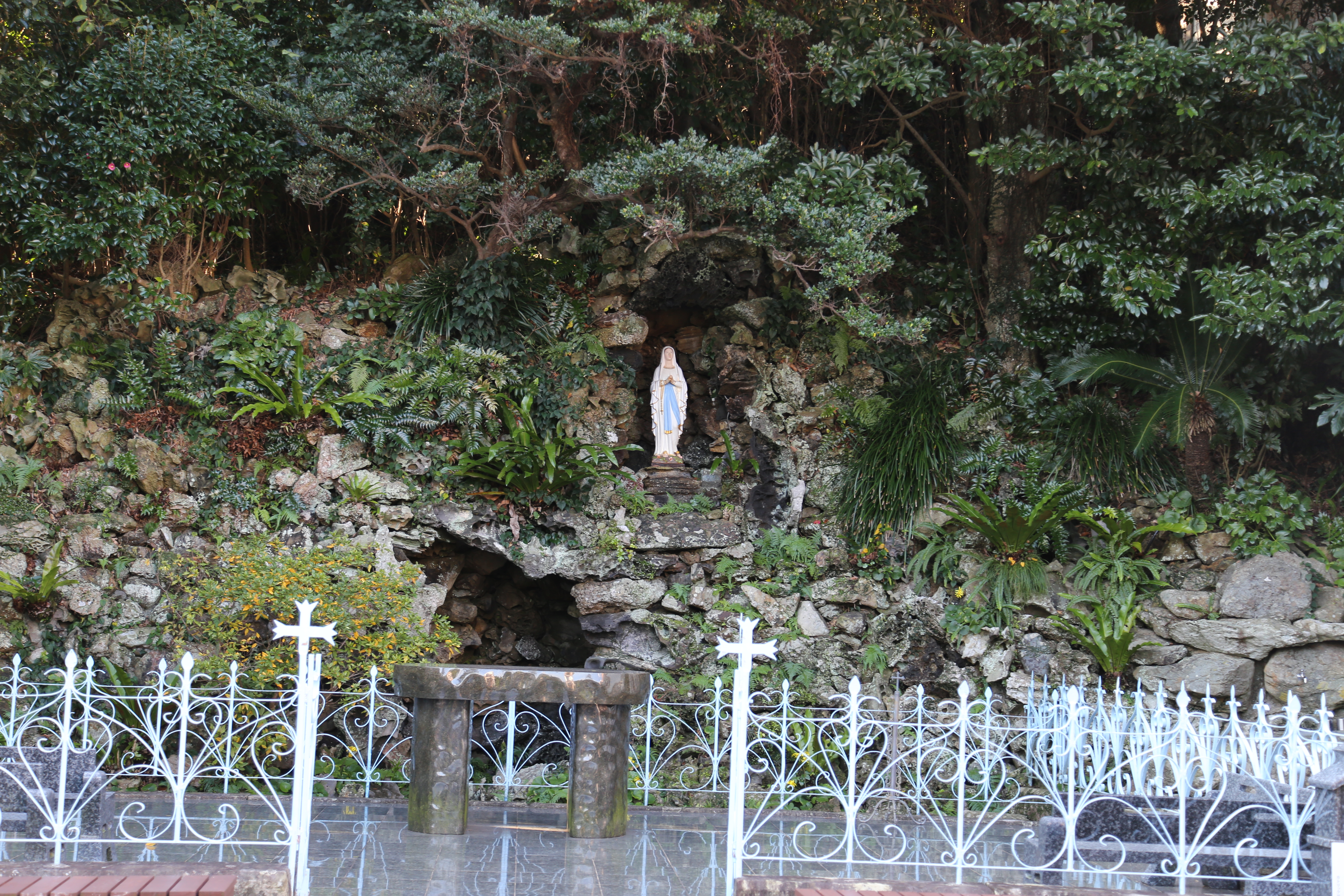
五島市玉之浦町の井持浦ルルド

これを嚆矢として、マキシミリアノ・コルベ神父ゆかりの長崎の本河内教会をはじめ日本全国のカトリック教会にルルドの洞窟が盛んに造られるようになった。名古屋市東区にあるカトリック主税町教会のルルドは、ドマンジェル神父の尽力で建設が着手され、マッサビエルの洞窟と寸分違わないものがドイツ人技師によって造られた。1911年（明治44年）、陸軍戸山学校の音楽隊も出動し、ボンヌ大司教によって盛大な祝別式が挙行された。
1921年（大正10年）、ヌヴェール愛徳女子修道会からメール・マリー・クロチルド・リチュニエ他7名の修道女が来日、大阪市玉造に聖母女学院を開校した。教育に始まった愛徳修道会の事業は、その後、医療・福祉の分野にまで拡大し、今日に至っている。
2004年、ローマ教皇ヨハネ・パウロ2世が8月15日の聖母被昇天の祝日にルルドを訪問し、元フランス大統領ジャック・シラクと聖女と同名の夫人ベルナデット・シラクが応接した。教皇訪問の当日30万人の巡礼者がいたと推定され、2012年10月には、列福されたヨハネ・パウロ2世の聖血の小瓶がルルドに送られた。
2007年、ローマ教皇ベネディクト16世は、ルルドの聖母出現150周年を機会とし、「ルルドの次の場所、1. ベルナデッタが洗礼を受けた小教区の洗礼堂、2. 「カショ」と呼ばれるスビルー家の家、3. マッサビエルの洞窟、4. ベルナデッタ が初聖体を受けた養護施設の礼拝堂を、できればこの順序に従い敬虔に訪れ、各所で適切な祈りの時間を持ち、その中で信心深い黙想を行い、主の祈りと信仰宣言（クレド）、そして記念年の祈りまたは聖母への祈りを唱えて締めくくる」巡礼を推奨し、2008年に教皇はルルドを訪問して、聖体行列の後に聖体顕示台を掲げた。2013年2月11日のルルドの聖母記念日（世界病者の日）に、ベネディクト16世は、高齢による体調不良を理由に辞職することを公表した。

## 関連書籍

### 単行本
- ヘンリ・ラッセル 『るゝどの姫君』 天主公教会、1892年。
- マトン 『ルルドの姫君』 天主公教会、1927年。
- 坂牧俊子 『ベルナデッタ – マリアさまを見た少女』 女子パウロ会、1982年、ISBN 4-7896-0129-3。
- 関一敏 『聖母の出現 – 近代フォーク・カトリシズム考』 日本エディタースクール出版部、1993年、ISBN 4-88888-200-2。
- 竹下節子 『奇跡の泉ルルドへ』 NTT出版、1996年、ISBN 4-87188-611-5、ISBN 978-4-87188-611-6。
- ヌヴェール愛徳修道会 監修 『ルルド巡礼の旅 ベルナデッタをたずねて』 聖母教育文化センター、2002年。
- 菅井日人・菅井明子 『ルルド 写真集』 サンパウロ、2006年、ISBN 4-8056-7904-2、ISBN 978-4-8056-7904-3。
- 寺戸淳子 『ルルド傷病者巡礼の世界』 知泉書館、2006年、ISBN 4-901654-67-5、ISBN 978-4-901654-67-8。

### 論文
- 関一敏「19世紀フランス聖母出現考察：ルルドとポンマン」（日本文化人類学会『民族學研究』第48巻、1983年）
- 岩渕邦子「「マリアの時代」のユイスマンス」『愛知教育大学研究報告 人文・社会科学』第54巻、愛知教育大学、2005年3月、53-61頁、ISSN 13414615、NAID 120001030615。
- 寺戸淳子「正義と配慮 : 近代フランス・カトリック世界における倫理的活動の展開(<特集>宗教と倫理)」『宗教研究』第83巻第2号、日本宗教学会、2009年、551-575頁、doi:10.20716/rsjars.83.2_551、ISSN 0387-3293、NAID 110007357853。
- ギャスケル・アイヴァン「複製技術時代以降のキリスト教の奇跡像を求めて」『死生学研究』第12号、東京大学大学院人文社会系研究科、2009年10月、212(65)-229(48)、ISSN 1882-6024、NAID 120002314469。